# Brandon Lee (Musiker)
Brandon Lee (* 14. Januar 1983 in Houston) ist ein US-amerikanischer Jazzmusiker (Trompete, Flügelhorn) des Neobop und Hochschullehrer.

## Leben und Wirken
Lee erhielt schon früh eine Ausbildung als Trompeter; er besuchte die High School for the Performing and Visual Arts in Houston (Abschluss 2001). Bereits mit 17 Jahren wurde er von Wynton Marsalis er als Solist für ein Louis-Armstrong-Programm des Lincoln Center ausgesucht. Mit 18 Jahren zog er nach New York City, um seine Studien in Jazzmusik fortzusetzen und arbeitete fortan als professioneller Musiker. Ab 2001 besuchte er als einer der ersten Studierenden das Programm für Jazzstudien an der Juilliard School. Nach Abschluss der Studien an der Juilliard unterrichtete er vier Jahre an der Jazz-Fakultät der Schule, bevor er 2013 zur University of North Carolina at Greensboro wechselte.
Lee etablierte sich dann in der New Yorker Jazzszene; erste Aufnahmen entstanden 2005 mit Michael Dease/Chris Madsen. 2006 nahm Lee sein Debütalbum From Within auf, an dem  Michael Dease, Jon Irabagon, Tommy Gardner (ts), Mayuko Katakura (p) Philip Kuehn (b), Marion Felder und Marcus Gilmore (dr) mitwirkten. In den folgenden Jahren spielte er außerdem in der Christian McBride Big Band, mit Aaron Diehl, Cecile McLorin Salvant, Roberto Magris sowie im Jazz at Lincoln Center Orchestra, Village Vanguard Orchestra, in der Fat Cat Big Band und im Quintett von Kenny Barron. Unter eigenem Namen legte er die Alben Absolute-Lee (2010) und Common Thread (2017) vor. Des Weiteren trat er (u. a. auch mit eigenen Formationen) in New Yorker Jazzclubs wie Dizzy’s Club Coca Cola und Fat Cat Jazz auf; er leitet außerdem das zehnköpfige Ensemble Uptown Jazz Tentet (Album There It Is, gefolgt von What's Next, 2020, mit Willie Applewhite und James Burton III). Im Bereich des Jazz war er zwischen 2005 und 2017 an 19 Aufnahmesessions beteiligt. 2021 legte er mit dem Uptown Jazz Tentet das Album What’s Next vor.
Lee lehrt als Assistant Professor die Blechbläser im Jazzprogramm der University of North Carolina at Greensboro; außerdem hielt er Sommerkurse am Brevard Jazz Institute in Brevard (North Carolina), am Jefferson Center Jazz Institute in Ronoake (Virginia) und am Skidmore Jazz Institute in Saratoga Springs, New York.